# Julian Weinberger
Julian Weinberger (14 febbraio 1985) è un arbitro di calcio austriaco.

## Carriera
Ha iniziato la carriera arbitrale all'età di quindici anni, arrivando nel 2006 a dirigere le gare del campionato regionale di Vienna. Dalla stagione 2010-2011, invece, dirige incontri della seconda divisione austriaca, e dalla 2014-2015 anche quelle in Bundesliga. Nell'agosto del 2010, invece, ha esordito in una partita della ÖFB-Cup.
Il 16 settembre 2018 dirige, per la prima volta nella sua carriera, il derby di Vienna tra Rapid Vienna e Austria Vienna.
Dal 2018 è inserito nella lista degli arbitri FIFA e dirige partite internazionali.